# Okrajno sodišče na Jesenicah
Okrajno sodišče na Jesenicah je okrajno sodišče Republike Slovenije s sedežem na Jesenicah, ki spada pod Okrožno sodišče v Kranju Višjega sodišča v Ljubljani.